# Хуан Мануель Варгас
Хуан Мануель Варгас (ісп. Juan Manuel Vargas, нар. 5 жовтня 1983, Ліма) — перуанський футболіст, півзахисник італійської «Фіорентини» і національної збірної Перу.

## Клубна кар'єра
У дорослому футболі дебютував 2001 року на батьківщині виступами за команду клубу «Універсітаріо де Депортес», в якій провів три сезони, взявши участь у 69 матчах чемпіонату. 2004 року перебрався до Аргентини, де став гравцем клубу «Колон».
У серпні 2006 уклав чотирирічний контракт з італійською «Катанією». У новому клубі швидко став ключовим гравцем півзахисту і почав привертати увагу представників провідних європейських команд. Попри чутки про перехід Варгаса до мадридського «Реала» 5 липня 2008 року його новим клубом стала «Фіорентина», яка сплатила за його трансфер 12 мільйонів євро. Спочатку у Флоренції чилійця використовували на лівому фланзі захисту, де рівень його гри був предметом постійної критики. Втім з переведенням Варгаса на позицію флангового атакувального півзахисника він став діяти значно корисніше для команди і зайняв важливе місце у її тактичних побудовах.
Сезон 2012/13 провів в оренді у складі «Дженоа», після чого повернувся до «Фіорентини».

## Виступи за збірні
Протягом 2002–2003 років залучався до складу молодіжної збірної Перу. На молодіжному рівні зіграв у 3 офіційних матчах.
2004 року дебютував в офіційних матчах у складі національної збірної Перу. Наразі провів у формі головної команди країни 49 матчів, забивши 4 голи. У складі збірної був учасником розіграшу Кубка Америки 2011 року в Аргентині.
| Дата       | Місто          | Господарі  | Результат  | Гості     | Турнір                          | Голи | Примітки |
| ---------- | -------------- | ---------- | ---------- | --------- | ------------------------------- | ---- | -------- |
| 13-10-2004 | Ліма           | Перу       | 3 – 0      | Парагвай  | Відбір до ЧС 2006               | -    |          |
| 17-11-2004 | Ліма           | Перу       | 2 – 1      | Чилі      | Відбір до ЧС 2006               | -    |          |
| 30-3-2005  | Ліма           | Перу       | 2 – 2      | Еквадор   | Відбір до ЧС 2006               | -    |          |
| 4-6-2005   | Барранкілья    | Колумбія   | 5 – 0      | Перу      | Відбір до ЧС 2006               | -    |          |
| 3-9-2005   | Маракайбо      | Венесуела  | 4 – 1      | Перу      | товариський матч                | -    |          |
| 17-8-2005  | Такна          | Перу       | 3 – 1      | Чилі      | товариський матч                | -    |          |
| 7-10-2006  | Він'я-дель-Мар | Чилі       | 3 – 2      | Перу      | товариський матч                | -    |          |
| 15-11-2006 | Кінгстон       | Ямайка     | 1 – 1      | Перу      | товариський матч                | -    |          |
| 3-6-2007   | Мадрид         | Еквадор    | 1 – 2      | Перу      | товариський матч                | -    |          |
| 8-9-2007   | Ліма           | Перу       | 2 – 2      | Колумбія  | товариський матч                | -    |          |
| 12-9-2007  | Ліма           | Перу       | 2 – 0      | Болівія   | товариський матч                | 1    |          |
| 13-10-2007 | Ліма           | Перу       | 0 – 0      | Парагвай  | Відбір до ЧС 2010               | -    |          |
| 17-10-2007 | Сантьяго       | Чилі       | 2 – 0      | Перу      | Відбір до ЧС 2010               | -    |          |
| 18-11-2007 | Ліма           | Перу       | 1 – 1      | Бразилія  | Відбір до ЧС 2010               | 1    |          |
| 8-6-2008   | Чикаго         | Перу       | 0 – 4      | Мексика   | товариський матч                | -    |          |
| 14-6-2008  | Ліма           | Перу       | 1 – 1      | Колумбія  | Відбір до ЧС 2010               | -    |          |
| 17-6-2008  | Монтевідео     | Уругвай    | 6 – 0      | Перу      | Відбір до ЧС 2010               | -    |          |
| 6-9-2008   | Ліма           | Перу       | 1 – 0      | Венесуела | Відбір до ЧС 2010               | -    |          |
| 10-9-2008  | Ліма           | Перу       | 1 – 1      | Аргентина | Відбір до ЧС 2010               | -    |          |
| 11-10-2008 | Ла-Пас         | Болівія    | 3 – 0      | Перу      | Відбір до ЧС 2010               | -    |          |
| 15-10-2008 | Асунсьйон      | Парагвай   | 1 – 1      | Перу      | Відбір до ЧС 2010               | -    |          |
| 29-3-2009  | Ліма           | Перу       | 1 – 3      | Чилі      | Відбір до ЧС 2010               | -    |          |
| 7-6-2009   | Ліма           | Перу       | 1 – 2      | Еквадор   | Відбір до ЧС 2010               | 1    |          |
| 10-6-2009  | Медельїн       | Колумбія   | 1 – 0      | Перу      | Відбір до ЧС 2010               | -    |          |
| 5-9-2009   | Ліма           | Перу       | 1 – 0      | Уругвай   | Відбір до ЧС 2010               | -    |          |
| 10-10-2009 | Буенос-Айрес   | Аргентина  | 2 – 1      | Перу      | Відбір до ЧС 2010               | -    |          |
| 14-10-2009 | Ліма           | Перу       | 1 – 0      | Болівія   | Відбір до ЧС 2010               | -    |          |
| 4-9-2010   | Торонто        | Канада     | 0 – 2      | Перу      | товариський матч                | -    |          |
| 7-9-2010   | Маямі          | Ямайка     | 1 – 2      | Перу      | товариський матч                | -    |          |
| 4-7-2011   | Сан-Хуан       | Уругвай    | 1 – 1      | Перу      | Копа Америка 2011 - 1-й етап    | -    |          |
| 8-7-2011   | Мендоса        | Перу       | 1 – 0      | Мексика   | Копа Америка 2011 - 1-й етап    | -    |          |
| 12-7-2011  | Мендоса        | Чилі       | 1 – 0      | Перу      | Копа Америка 2011 - 1-й етап    | -    |          |
| 16-7-2011  | Кордова        | Колумбія   | 0 – 2 д.ч. | Перу      | Копа Америка 2011 - чвертьфінал | 1    |          |
| 19-7-2011  | Ла-Плата       | Перу       | 0 – 2      | Уругвай   | Копа Америка 2011 - півфінал    | -    |          |
| 8-10-2011  | Ліма           | Перу       | 2 – 0      | Парагвай  | Відбір до ЧС 2014               | -    |          |
| 12-10-2011 | Сантьяго       | Чилі       | 4 – 2      | Перу      | Відбір до ЧС 2014               | -    |          |
| 15-11-2011 | Кіто           | Еквадор    | 2 – 0      | Перу      | Відбір до ЧС 2014               | -    |          |
| 29-2-2012  | Туніс          | Перу       | 1 – 1      | Туніс     | товариський матч                | -    |          |
| 16-8-2012  | Сан-Хосе       | Коста-Рика | 0 – 1      | Перу      | товариський матч                | -    |          |
| 8-9-2012   | Ліма           | Перу       | 2 – 1      | Венесуела | Відбір до ЧС 2014               | -    |          |
| 16-10-2012 | Асунсьйон      | Парагвай   | 1 – 0      | Перу      | Відбір до ЧС 2014               | -    |          |
| 1-6-2013   | Панама         | Панама     | 1 – 2      | Перу      | товариський матч                | -    |          |
| 7-6-2013   | Ліма           | Перу       | 1 – 0      | Еквадор   | Відбір до ЧС 2014               | -    |          |
| 11-6-2013  | Барранкілья    | Колумбія   | 2 – 0      | Перу      | Відбір до ЧС 2014               | -    |          |
| 7-9-2013   | Ліма           | Перу       | 1 – 2      | Уругвай   | Відбір до ЧС 2014               | -    |          |
| 11-9-2013  | Пуерто-ла-Крус | Венесуела  | 3 – 2      | Перу      | Відбір до ЧС 2014               | -    |          |
| 12-10-2013 | Буенос-Айрес   | Аргентина  | 3 – 1      | Перу      | Відбір до ЧС 2014               | -    |          |
| 16-10-2013 | Ліма           | Перу       | 1 – 1      | Болівія   | Відбір до ЧС 2014               | -    |          |
| Усього     |                | Матчів     | 49         |           | Голів                           | 4    |          |

## Титули і досягнення
- Бронзовий призер Кубка Америки: 2011, 2015